# Basket Ravenna
El Basket Ravenna Piero Manetti, también conocido por motivos de patrocinio como OraSì Ravenna, es un equipo de baloncesto italiano con sede en Rávena, Emilia-Romaña. Compite en la Serie A2 Este, la segunda división del baloncesto en Italia. Disputa sus partidos en el Pala De Andre", con capacidad sobre para tres mil espectadores.

## Nombres
- Acmar Ravenna

(1984-2015)
- Orasi Ravenna

(2015-)

## Posiciones en Liga
| Temporada | Nivel | Liga            | Pos. | J     | PL  | Resultado               |
| --------- | ----- | --------------- | ---- | ----- | --- | ----------------------- |
| 2012-13   | 4     | DNB             | 1    | 26-4  | 6-3 | Ascensocampeón de grupo |
| 2013-14   | 3     | DNA Silver      | 6    | 16-12 | 2-3 | Cuartos de final        |
| 2014-15   | 2     | Serie A2 Silver | 5    | 18-12 |     |                         |
| 2015-16   | 2     | Serie A2        | 9    | 16-14 |     |                         |
| 2016-17   | 2     | Serie A2        | 4    | 19-11 | 6-4 | Semifinales             |
| 2017-18   | 2     | Serie A2        | 9    | 16-14 |     |                         |

fuente:eurobasket.com

## Palmarés
- Campeón Copa Nazionale B (2013)
- Campeón Play-Offs Nazionale B Grupo B (2013)

## Jugadores destacados
| - Matteo Malaventura - Emmanuel Holloway |  | - Michael Singletary - Taylor Smith |